# Paul Tourigny
Paul Tourigny, né le 2 novembre 1852 à Saint-Christophe-d'Arthabaska et mort le 31 janvier 1926 à Victoriaville, est un homme politique québécois.